# Bahtegan
Bahtegan (perz. بختگان) je slano jezero u pokrajini Fars na jugu Irana, oko 80 km istočno od Širaza. Jezero je smješteno u aluvijalnoj kotlini podno Zagrosa i ima površinu do 1500 km², dubinu do 1,1 m i zapremninu do 1,65 milijardi m³, no navedene vrijednosti mogu bitno oscilirati ovisno o godišnjem dobu ili sušama zbog kojih ponekad potpuno presuši. Bahtegan je u uskoj hidrološkoj interakciji sa susjednim Taškom na sjeveru i za vrijeme visokog vodostaja povremeno čine homogenu vodenu masu. Nadmorska visina jezera iznosi 1525 m, a vodom se napaja prvenstveno pomoću rijeke Kor i izvora Sahlabad. Bahtegan i Tašk staništem su brojnim biljnim i životinjskim vrstama zbog čega su 23. lipnja 1975. godine proglašeni ramsarskim područjem odnosno utočištem za divljač.

## Zemljopis
Bahtegan se nalazi u jugoistočnom dijelu Zagrosa odnosno u tektonskoj kotlini koja se usporedno s planinskim lancem pruža u smjeru sjeverozapad-jugoistok i tektonski je oblikovana tijekom mezozoika. Geološka podloga aluvijalne kotline koja obuhvaća Bahtegan i Tašk jedinstvena je u odnosu na okolicu s obzirom na to da je sastavljena je od ofiolitnog melanža. Omeđena je planinama Kuh-e Han (3190 m) i Kuh-e Šir-Hvan (m) na sjeveru, Kuh-e Hane-Ket (2972 m), Kuh-e Meli-Bahar (2507 m) i Kuh-e Hani (2527 m) na zapadu, Kuh-e Pandž-Angošt (2810 m) i Kuh-e Galu-Bakal (3408 m) na jugu, te Kuh-e Horasani (2592 m), Kuh-e Sar-Sefid (2970 m), Kuh-e Čekav (2322 m) i Rovšan-Kuh (3248 m) na istoku. Nadmorska visina Bahtegana istovjetna je Tašku i iznosi 1525 m.
Oblik jezera je izdužen i proteže se paralelno s okolnim planinama duljinom od 80 km, a širina mu oscilira od 12 km na sjevernom preko 3,5 km na središnjem do 21 km na južnom dijelu. Površina Bahtegana kao samostalnog jezera kreće se do 1500 km², no za vrijeme kišnih zima ponekad se preko delte Kora na sjeverozapadu ili istočnih ravnica spaja s Taškom i zajedno čine tzv. Nejriško jezero površine do 1810 km². Ovaj se fenomen spominje u djelima ranoislamskih zemljopisaca poput Istahrija, Ibn Havkala i Mukadasija što svjedoči da je kroz povijest bio znatno izraženiji jer je regija bila slabije naseljena i voda nije korištena za navodnjavanje u današnjoj mjeri. Krajnji istočni i zapadni litoralni pojas jezera proteže se preko aluvija i vrlo je blagog nagiba, dok se ostatak obale nalazi uz planine i strmijeg je nagiba.
Između Bahtegana i Taška nalazi se planina Pičakun (2447 m) koja za vrijeme visokog vodostaja odnosno njihovog dvostrukog spajanja postaje otokom približne površine od 400 km², dok današnji stalni otoci u Bahteganu uključuju Ali-Jusef (1,9 km²), Čah-Biše (0,1 km²), Hane-je Sijae (0,3 km²) i Manak-e Abi (9,4 km²). Ravnice oko dvaju jezera predstavljaju neka od najstarijih poljoprivrednih područja svijeta, a između 1960. i 2008. godine zabilježen je porast stanovništva s 44.000 u četiri grada na 200.000 u 16 gradova. Najstarije i najveće naselje uz Bahtegan je grad Nejriz koji je stalno naseljen od bujidskog razdoblja (10. − 11. st.). Ostala obalna naselja uključuju Kale-Bahman, Tang-e Hana, Bastarm, Hane-Ket, Kašm-Kavi, Sahlabad, Dastdžerd, Banavan, Dehuije, Mobarakabad, Muhamedabad, Hadžiabad, Naserabad i Aliabad.

## Hidrologija
Kotlina Bahtegana i Taška predstavlja žarište tzv. Nejriškog slijeva, jednog od osam unutrašnjih sljevova Iranske visoravni koji obuhvaća porječje rijeke Kor (280 km) na sjeverozapadu i površina mu iznosi od 26.440 do 28.234 km². Njegove razvodnice određene su planinama Zagrosa i dijele ga od slijeva Zajande-Ruda na sjeveroistoku, Maharlua na zapadu, te Perzijskog zaljeva na jugu. Osim južnih rukavaca Kora, Bahtegan napaja i bogati izvor Sahlabad odnosno niz manjih izvora čiji se salinitet kreće od oligohalinskog do mezohalinskog stupnja. Za vrijeme srednjeg vodostaja prosječna dubina jezera iznosi 0,5 m, a najveća svega 1,1 m. Podloga Bahtegana sastoji se od aluvijalnog mulja, sapropela i pijeska koje nanosi Kor.
Izgradnjom brana na Koru i njegovom glavnom pritoku Sivandu tijekom 2000-ih godina došlo je do bitnog smanjenja istjeka odnosno opadanja razine dvaju jezera. Rast broja stanovnika i gospodarski razvoj tijekom posljednjih pola stoljeća doprinijeli su i drugim pogubnim trendovima po jezero − broj bunara povećao se s 5000 na 20.000, površina poljoprivrednih zemljišta s 223.000 na 580.000 ha, te potrošnja vode s 1,59 na 4,0 milijarde m³.
Kotlinom prevladava vruća pustinjska klima (BWh) sa suhim ljetima i blagim zimama. Količina padalina iznosi 100-250 mm u nizinama odnosno 250-400 mm u višim planinskim predjelima. Najučestalije su od prosinca do veljače, a mraz i snijeg vrlo su rijetki. Bahtegan se vodom napaja isključivo tijekom zime i ranog proljeća jer za vrijeme ljeta donji tok Kora u potpunosti presuši zbog aktivnog navodnjavanja. Dvije velike suše iz 1934. i 1971. godine dovele su do potpunog pražnjenja jezera, osim manjih izoliranih zona uz riječnu deltu Kora odnosno uz izvor Sahlabad. Salinitet Bahtegana podložan je velikim oscilacijama i kreće se od oligohalinskog uz navedene pritoke do hiperslanog stupnja na središnjim i krajnjim istočnim dijelovima.

## Flora i fauna
Bahtegan je oligotrofsko jezero i staništem je gustoj podvodnoj vegetaciji uključujući alge, mriješnjake (Ruppia maritima, Althenia filiformis) i parožine (Chara canescens, Lamprothamnium aragonensis), osobito u područjima relativno niskog saliniteta. Među fitoplanktonima prevladavaju dijatomeje (Nitzschia), a kod obalne vegetacije tamarisi, jurčice i sukulente (Cressa cretica, Salicornia). Uz riječnu deltu Kora s pripadajućim močvarama na sjevernoj obali odnosno kod južnog izvora Sahlabad prisutne su šiljovke, trske, lobodnjače i razne trave. Stepskim područjem između dvaju jezera i na njihovim otocima dominiraju rodovi Artemisia i Astragalus, te badem i pistacija.
| Eja močvarica(Circus aeruginosus)  |  | Eja močvarica(Circus aeruginosus) |
| Eja močvarica (Circus aeruginosus) |  | Prugasta hijena (Hyaena hyaena)   |

Zooplanktoni jezera uključuju trepetljikaše (Fabrea salina) i krednjake (Streblus beccarii), a najzastupljeniji nanoplankton je parazitna protozoa. Kolnjaci prvenstveno uključuju Brachionus plicatilis i Hexartha fennica, iako postoji i više drugih vrsta. Rakovi i veslonošci također su rasprostranjeni i njihova je koncentracija bitno određena stupnjem saliniteta, dok ljuskari i oblići predstavljaju faunu jezerskog dna. Ostale zastupljene vrste su Artemia salina, Apocyclops dengizicus, Diaptomus salinus i Eucypris inflata.
U užoj okolici Bahtegana i Taška zabilježeno je najmanje 220 vrsta ptica. Među njima prevladavaju vodarice, osobito patke i karipski plamenci koje se tijekom zime nakupljaju u desecima tisuća. Ostale zastupljenije vrste ptica uključuju bijele rode, crne ibise, sive guske, utve i sive ždralove. Dalmatinski pelikan i pjegava patka također su redoviti gosti na Bahteganu, osobito za vrijeme visokih vodostaja. Veliki broj vodarica posjećuje jezero za vrijeme migracija, a među selice spadaju mala štijoka, vlastelica, modronoga sabljarka i bjelorepi vivak. Tijekom ljetnih mjeseci povremeno se pojavljuju i crna roda odnosno pustinjski sokol, a kroz zimu orao štekavac, eja močvarica, kraljevski orao i orao klokotaš.
Na obalama Bahtegana redovito obitava i više vrsta sisavaca − sivi vuk, zlatni čagalj, crvena lisica, mrki medvjed, prugasta hijena, karakal, prašumska mačka, leopard, vepar, perzijska gazela, divlja koza i divlja ovca. U jezeru je zabilježena samo jedna vrsta ribe − Aphanias sophiae iz porodice Cyprinodontidae. Staništa ove slatkovodne vrste su područja nižeg saliniteta kao što su ušća jezerskih pritoka.

## Poveznice
- Zemljopis Irana
- Popis iranskih jezera